# Petra Růžičková
Petra T. Růžičková (4. října 1963, Praha – 10. ledna 2021) byla česká fotografka, výtvarnice, ilustrátorka a básnířka (publikující pod pseudonymem Petra Rosette).

## Biografie
Po maturitě na pražském Gymnáziu Ohradní vystudovala televizní a filmovou specializaci na Fakultě sociálních věd Univerzity Karlovy. Ještě během studia (těsně po převratu v roce 1989) fotografovala porevoluční české dění pro již zaniklou americkou tiskovou agenturu UPI (The New York Times aj.) Po absolutoriu v roce 1990 působila krátce v redakci Studentských listů jako dokumentární fotografka. V roce 1991 odjela na několikaměsíční cestu do Francie, kterou završila samostatnou výstavou v jihofrancouzském Carcassonne. Další cesty za černobílou dokumentární fotografií ji zavedly například do rovníkové Afriky, karibské oblasti a Indie. V roce 1993 pobývala asi rok v jižní Francii a po návratu do Čech spolupracovala s řadou českých i zahraničních periodik jako fotografka, obrazová editorka a publicistka. Postupně opustila dokument a začala se věnovat volné výtvarně fotografické tvorbě, zaměřené převážně alternativně a experimentálně. Vytváří fotografické kompozice, jež jsou palimpsesty nebo překrývanými obrazy, které kromě jiného umožňují zvýrazňovat nejednoznačnost a snovost naší reality. Od konce devadesátých let spolupracuje s vydavateli knih jako fotografka portrétů (například spisovatele Arnošta Lustiga, jemuž ilustrovala řadu knih) a volných ilustračních doprovodů k básnickým knihám, esejistickým textům i prózám.
Od roku 2000 vystavuje v newyorských galeriích – několik let v zastoupení broadwayské galerie June Bateman – pokřtila zde i svou monografii Pevnost /Kamenná hvězda Terezín/, která je fotografickým příběhem města paralyzovaného dějinami. Fotografickou tvorbu představuje pravidelně na samostatných a kolektivních výstavách i jinde v zahraničí (Německu, Itálii, Brazílii, Dánsku) a v České republice. V roce 2005 byla vybrána na tříměsíční stipendijní pobyt ve Vídni, kde prezentovala své fotografické palimpsesty na několika výstavách. Na Biennale Internazionale dell´Arte Contemporanea 2005 ve Florencii získala ocenění v kategorii nová média. Je rovněž nositelkou Evropské ceny za fotografii. Literární paralelou k jejímu výtvarnému dílu jsou básně, které příležitostně píše. Publikovala je nejdřív časopisecky (revue Prostor, Weles, Logos aj.), později i v knižní bibliofilii Dovnitř obrácené oko.

## Tvorba
Fotografii vnímá jako výtvarné dílo, posvátný předmět, ikonu, obraz nabitý duchovní energií. Orientuje se na fotografii přírodních scenérií a „jiných krajin“ vyzařujících mysticky tajemnou atmosféru, ale nevyhýbá se ani industriální tematice a obrazům zachycujícím civilizační destrukci. Dílo koncipuje do cyklů a symbolických „příběhů“. Příběhem symbolu kříže byl například samostatný výstavní projekt Cestou k Jedinému doprovázený esejem Jana Suka a citacemi z apokryfních evangelií. Pozoruhodným výtvarně-literárním konceptem byla výstava a publikace cyklu Psáno na obrazy hřbitovů, objevná variace na klasické funerální téma. Každá z fotografií zmíněného souboru inspirovala tři básníky různých stylů a poetik, kteří volně transponovali obsah i metaforu daných obrazů do lyrického textu.

## Výstavy

### Výběr ze samostatných výstav
- 2009 Psáno na obrazy hřbitovů. Jedna fotografie… tři básně, Galerie Břehová, Praha, básnické variace Jany Štroblové, Vladimíra Křivánka a Jana Suka na cyklus třinácti fotografií Petry Růžičkové
- 2004 Živé sfingy / Zvířata, Regionální muzeum v Jílovém u Prahy
- 2004 Fragmenty, torza, zbytky (Pocta romantické české krajině), Galerie Anderle, Praha
- 2004 Živé sfingy / Zvířata, Mánes, Praha
- 2003 Pevnost, June Bateman Gallery a Generální konzulát ČR, New York
- 2001 Cestou k Jedinému, Galerie MIRO, kostel sv.Rocha, Praha, výstava fotografií Petry Růžičkové a textů Jana Suka na téma symbolu kříže
- 1999 V medvědí iluzi, Výstavní hala v Letňanech, Praha
- 1998 Tschechien und Deutschland, Volkshochschule Galerie, Stuttgart
- 1991 L´Aude à Petra, La Maison Noubel, Carcassonne

### Výběr ze skupinových výstav
- 2011 Výstava fotografií Arnošta Lustiga, Divadlo Palmovka, Praha
- 2008 Naestved International Mini Print Exhibition, Roennebaeksholm Arts & Culture Centre, Naestved
- 2007 Urban Space, (FotoRio), Oi Futuro, Rio de Janeiro & New Life Shop, Berlín; FOTO ARTE Brasilia, Ecco Galeria; Galeria Vermelho, Sao Paulo; The Festival of Documentary :Photography FOTOPUB, Novo mesto
- 2006 One Year After, (KulturKontakt Austria), Ba-Ca Kunstforum Tresor, Vídeň
- 2005 Biennale Internazionale dell´Arte Contemporanea, Fortezza da Basso, Florencie
- 2005 Werk präsentation / Artists in Residence, (KulturKontakt Austria), Wienstation, Vídeň
- 2004 The Summer Show, Photo District Gallery, New York
- 2003 Paris Photo, Le Carrousel du Louvre (galerie Leica), Paříž
- 2003 The Affordable Art Fair, (June Bateman Gallery), New York
- 2003 Photo L.A. 2003, (June Bateman Gallery), Santa Monica Civic Auditorium
- 2002 Peace on Earth, June Bateman Gallery, New York
- 2002 Velká voda, České centrum fotografie, Praha
- 2002 Photo San Francisco 2002, (June Bateman Gallery), Fort Mason Center, San Francisco
- 2002 Inside/Out, June Bateman Gallery, New York
- 2002 Dvanáct z kandidátů na grant pražského primátora ze soutěže Czech Press Photo 2001, Komorní galerie Domu fotografie Josefa Sudka, Praha
- 2002 Photo L.A. 2002, (June Bateman Gallery), Santa Monica Civic Auditorium
- 2002 Portraits, June Bateman Gallery, New York
- 2001 Sense of Place, June Bateman Gallery, New York
- 2000 Photo 2000, Monique Goldstrom Gallery, New York
- 2000 Czech Press Photo 2000, Staroměstská radnice, Praha
- 1999 ZOO 2000, Galerie Portheimka, Praha
- 1998 4. Aukční salon výtvarníků, Karolinum, Praha
- 1997 La fura del baus, Divadlo Archa, Praha
- 1995 Nová jména, Pražský dům fotografie, Praha
- 1990 International Invitational Photography Exhibition, Benham Studio, Seattle

## Knihy (výběr)

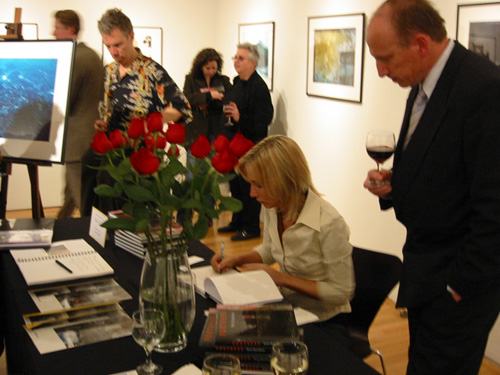
Výstava a křest fotografické publikace Pevnost v newyorské galerii June Bateman v roce 2003

- 2010 Petra Růžičková / Jana Štroblová, Vladimír Křivánek, Jan Suk: Psáno na obrazy hřbitovů, Nakladatelství Aleš Prstek
- 2010 Vladimír Křivánek: Vladimír Holan básník, Nakladatelství Aleš Prstek
- 2009 Miloš Vodička: Blues pro tahací harmoniku. Čarodějnice z Blois, Protis
- 2006 Jan Suk, Petra Růžičková: Tajná schodiště, KANT & Zahrada
- 2004 Jan Suk: Krysy v Hadrianově vile, výtvarný doprovod ke knize esejů, Concordia
- 2003 Petra Růžičková: Pevnost /Kamenná hvězda Terezín/, fotografická publikace, KANT
- 2003 Věra Weislitzová: Dcera Olgy a Lea, výtvarný doprovod k básnické knize, Devět bran
- 2002 Jan Suk: Potopené pevnosti, výtvarný doprovod k básnické knize, KANT
- 2001 Arnošt Lustig: Interview, Akropolis
- 2001 Arnošt Lustig: Eseje, H&H
- 2000 Arnošt Lustig: Odpovědi, H&H

## Stipendia, granty, ocenění
- 2005 Ocenění Lorenzo il Magnifico v kategorii Nová média, Biennale Internazionale dell´Arte Contemporanea, Florencie
- 2005 Fotografická publikace roku (Magazín fotografie), cena v kategorii „literatura ilustrovaná fotografií“ za fotografie v knize Jana Suka Krysy v Hadrianově vile
- 2004 Artists in Residence Program 2005, Kultur Kontakt Austria
- 2002 Kalendář roku, hlavní cena za kalendář Natura arcana 2002, kolegium Typografie
- 2001 Evropská cena za fotografii, cena Evropské unie umění, Praha-Brusel
- 2000 Czech Press Photo 2000, 1. cena „Zlaté oko“ v kategorii: Umění-série za cyklus Belvedere v krystalu
- 2000 Fotografická publikace roku (Magazín fotografie), cena v kategorii „literatura ilustrovaná fotografií“ za portréty Arnošta Lustiga v knize Odpovědi

## Zastoupení ve sbírkách
- The Samuel Dorsky Museum of Art, New Paltz
- The Legacy Project, New York
- June Bateman Fine Art, New York
- Kultur Kontakt Austria, Vídeň
- Grafisk Vaerksted, Naestved
- Národní muzeum fotografie, Jindřichův Hradec